# Sheffield (Tasmanien)
Die kleine Stadt Sheffield liegt etwa 23 südlich des Fährhafens Devonport auf der australischen Insel Tasmanien.
Die erste Ansiedelung von Europäern fand Mitte des 19. Jahrhunderts statt. Der Brite Edward Curr, Manager der Van Diemen’s Land Company, war nach Tasmanien gekommen, um dort eine größere Menge Land anzukaufen. Er benannte den Ort nach seiner gleichnamigen Heimatstadt Sheffield in Yorkshire. Heute hat die Stadt ca. 1.400 Einwohner.

## Sehenswürdigkeiten
Sheffield liegt an einer Durchgangsstraße zum Cradle-Mountain-Lake-St.-Clair-Nationalpark. Um der Stadt eigene Attraktionen zu verschaffen, begann man 1986, Hauswände in Sheffield mit großformatigen Gemälden zu verzieren. Mittlerweile gibt es fast fünfzig Wandbilder. Seit 2003 gibt es den jährlichen Wettbewerb „International Mural Fest“. Die neun besten Wandgemälde werden dann im Stadtpark bis zum nächsten Wettbewerb ausgestellt.

Panorama eines Wandgemäldes in Sheffield

## Persönlichkeiten
- Fred Atkins (* 1944), Radrennfahrer